# Anarkistisk ekonomi
Anarkistisk ekonomi beskriver teori och praktik av ekonomisk aktivitet i ett anarkistiskt samhälle. Klassiska anarkister motsätter sig kapitalism främst därför att, hävdar de, dess karaktäristiska institutioner gynnar och återskapar olika former av förtryck, som hierarkiska relationer i produktionen, vinster i byten och privat vinning i lån. Anarkokapitalister, som skiljer sig fullständigt från andra anarkistgrupperingar, stöder kapitalismen helhjärtat, men endast i dess fria laissez-faire-form.

## Alternativ valuta
Vissa anarkister förespråkar avskaffande av pengar. Andra vill ersätta dem med alternativa valutasystem, och mutualister, som t.ex. Benjamin Tucker och Kevin A. Carson vill undergräva statens valuta- och landmonopol samt den immateriella rätten och på så sätt möjliggöra en konkurrens som utplånar profit, institutionell ränta, monopol och ekonomisk exploatering av arbetaren. Det kapitalistiska valutamonopolet anser bl.a. Tucker och William Batchelder Greene som en grundande faktor för det kapitalistiska systemets marknadshämmande privilegier.

## Fritt bankväsen
Innan någon form av företagande, vare sig det är ett konventionellt företag eller ett självförvaltat arbetarkollektiv, kan producera varor och tjänster, måste det till resurser såsom exempelvis lokaler, verktyg och råvaror. Detta medför en startkostnad vilken uppstår innan företaget startat. Under kapitalismen betalas denna kostnad traditionellt av kapitalinvesteringar med målet att göra en vinst. Anarkister motsätter sig, i likhet med kommunister, kapitalinvesteringar för vinst på grund av den exploatering av arbetaren som den medför, så en annan mekanism måste därför hittas som kan täcka startkostnaderna för ett företag. "Fritt bankväsen" är en möjlig mekanism. En ny självförvaltad arbetarorganisation lånar startkostnaden från anhängare eller existerande organisationer. Detta kan vara med hjälp av ett lån i konventionell mening eller alternativ valuta, eller en kombination av de två. Så småningom återbetalas detta lån antingen till långivaren i fråga, eller lånas vidare till en annan ny organisation så att en roterande lånefond bildas.

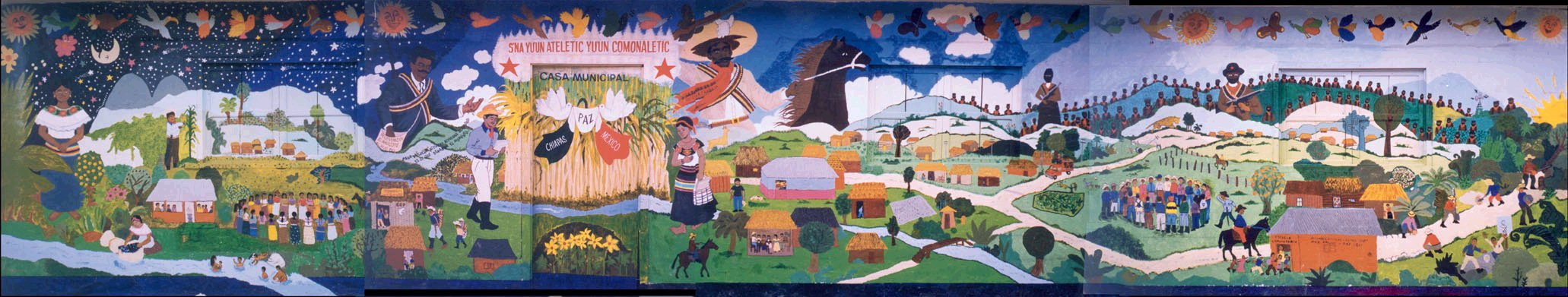
Muralmålning som visar ett zapitistiskt samhälles ekonomi.

 I denna kontext syftar begreppet "fri" på att den lånande organisationen är fri från leverantörens hot om omhändertagande av kapitalet. Lånet kan vara räntefritt (som i de skandinaviska JAK-bankerna) eller så kan en begränsad räntesats förekomma. Det kan även finnas andra kostnader, exempelvis administrationskostnader eller dåliga skulder, som måste täckas.
Småskaliga praktiska exempel på anarkistiska fria bankinitiativ existerar i olika länder, men den restriktiva praktiken av internationella banklagar, såsom Basel II gör det svårt för dem att verka. De tillåts inte att beskriva sig själva som banker såvida de inte lagligt registreras som sådana, och de flesta banklagar (exempelvis EU-bankdirektiv) tillåter inte en kollektivt driven organisation att vara bank. Sådana initiativ uppvisar ändå ibland en mycket lägre skuld än konventionella banker, eftersom de baseras på solidaritet, och ett misslyckande med återbetalning av ett lån från ett fritt bankinitiativ kan ses som kulturellt liktydigt med att stjäla från vänner.
Motsatsen kan också vara sann, eftersom ett förtroendebaserat system är öppet för missbruk av det förtroendet. Att skydda sig fullständigt mot sådana risker skulle involvera en nivå av kulturellt mer störande handlingar än någonting som traditionellt utförts av kreditvärderingsagenturer.
Termen "fritt bankväsen" bör inte förväxlas med Storbritanniens bankkoncept "fritt personligt bankväsen", som innebär ett löpande konto utan kostnad för standardtjänster så länge kontot behålls i kredit.

## Gåvoekonomi
Gåvoekonomier kallas de ekonomiska system som baseras på fri distribution av varor och tjänster. De huvudsakliga förespråkarna av sådana system är anarkokommunisterna. Under 1936–1939 i Spanien kollektiviserades hela produktionen i anarkisternas områden. Flera system för fördelning, prissättning, pengar och löner prövades. I vissa kollektiv var det så att man "tog från högen". I de allmänna distributionsförråden hämtade man sina varor och betalade med sitt arbetskvitto. I andra kollektiv föredrog man polletter som betalningsmedel. De olika kollektiven bytte varor med varandra i en lång kedja tills alla förnödenheter var fördelade. Kommunism sägs ofta syfta på en planerad ekonomi som garanterar att allas behov är tillfredsställda på ett sätt som ger en bra livskvalitet (den typ av planering som förespråkas av de flesta, om inte alla, anarkokommunister avviker från firmor och de så kallade kommandoekonomierna på så vis att den är demokratisk, decentraliserad och frivillig). Det finns ett antal variationer på konceptet, men de knyts alla kring föreställningen om "Av var och en efter förmåga, åt var och en efter behov". Anarkokommunister anser att människor borde vara fria att producera, konsumera och distribuera enligt sina "behov" (självbestämda smaker och preferenser) i stället för att prioritera det monetära värdet. Man skulle också kunna säga att bruksvärdet (nyttan) skall gå före bytesvärdet (förtjänsten). Om bruksvärdet helt ska ersätta bytesvärdet, krävs att en social motivation hos producenten ersätter profiten som belöning. Enkelt uttryckt innebär detta att man tillverkar stolar inte för att de går att sälja med förtjänst utan för att stolar behövs till att sitta på.

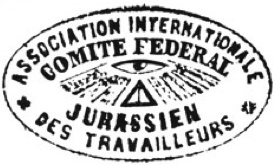
Den anarkistiska schweiziska Jura-federationens logotyp.

Primitivister förespråkar också denna typ av ekonomi (även om de tror att det inte är möjligt under det aktuella produktionssättet och förespråkar således en återgång till förindustriell och ofta föragrikulturell produktion.

## Potlatch och Harambe
Urbefolkningen på USA:s nordvästkust hade en gåvobaserad ekonomi, kallad potlatch. Den var en statustävling i generositet: man ville överträffa varandra med gåvor ofta under festliga omständigheter. Systemet lever delvis kvar genom stora och långa fester vid sociala tilldragelser, men utgör inte längre ett ekonomiskt system.
En långvarig kenyansk tradition, en harambe, är en typ av självhjälpsevenemang som är djupt förankrad i landets moraliska kompass. Ordet betyder ”alla drar ihop” på Kiswahili, Kenyas nationella språk. Det är landets officiella motto; det syns på landets vapen; och det omfattar ett koncept att placera gruppen framför individen. För oss kenyaner representerar en harambe en oskriven lag om generositet, och oavsett klass, etnisk grupp, kön eller religiös bakgrund kommer vi att ge en hand för att hjälpa alla i nöd.
File:Alternate Coat of arms of Kenya.svg

## Peer-to-Peer (P2P)
Många anarkokommunister motsätter sig handel, men en del post-vänstra anarkokommunister och syndikalistsympatisörer motsätter sig inte detta. En del stödjer en icke-monetär form av handel i form av postmonetära fackföreningar och allmänningar. Andra såsom Tiziana Terranova ser på anarkokommunismen som kompatibel med en icke-hierarkisk postmonetär form av handel, öppen för tillträde för alla, såsom peer-to-peer, av fria sammanslutningar.

## Arbetssedlar
På senare tid har vissa lokala valutor börjat baseras på tid även om deltagarna inte primärt är anarkister. En av orsakerna till att exempelvis Internal Revenue Service har valt att inte beskatta lokala valutor är att de används för välgörande syften, såsom samhällsuppbyggnad.
En del anarkister är intresserade av arbetsnoteringssystem eftersom de gör komplexa system med fri marknad och rättvis handel möjliga, även om de i sin nuvarande utformning inte är tillämpliga för någonting annat än lokala ekonomier. Kritiker hävdar att definitionen av en fri marknad omöjliggör användning av ett normativt prissättningssystem, men vissa anarkister har påpekat att eftersom deltagande i ett arbetsnoteringsnätverk är frivilligt, så är byte av arbetsnoteringssystem endast ett annat val i en fri marknad av marknader. Andra kritiker hävdar att arbetsnoteringar inte kan tillhandahålla prissignaler, att många av dessa tidsbaserade valutor är benägna till inflation (eftersom det inte går att se till att människor inte betalas mer än en TIMME per timme), och att dessa ignorerar faktorer som värdeskapande arbete (arbete som behöver redan nedlagt arbete för att fungera, såsom tiden som tillbringas av en tandläkare i skolan).

## Energikrediter
Energikrediter är teorin om att alla värden kan utvärderas i joule. I samma anda som LTV är detta ett försök att skapa en normativ basis för värde genom att stå för förkroppsligad energi. Att förklara ett sådant system skulle vara oerhört mer komplext än nuvarande eller andra teoretiska valutasystem eftersom all utåtgående energi från arbetare och energiutgift på varor/tjänster måste spåras (någonting som ses som omöjligt och oanvändbart av många anarkister).
En grupp som har förespråkat ett system som använder energi är Teknokratirörelsen med ett system baserat på "Energy Accounting" där energi används för att "köpa" en produkt eller service utan att utbytas, så konsekvensen är att produkter eller tjänster distribueras till användaren utan vinst av leverantören (som har samma mängd energi i hans eller hennes konto utan hänsyn) så, tänker man, omöjliggörs profit.

## Värdeteorier
Många anarkistiska ekonomiska teoretiker, med början hos Proudhon, har betonat subjektiv nytta eller subjektiva element i värdet.
Några marknadsanarkister har tillskrivit tillgång och efterfrågan kortsiktiga priser, men förutser långsiktiga priser med kostnadsteorier av värde, ofta en arbetsteori om värde, som hjälphypoteser för att förutspå långsiktiga priser. Andra marknadsanarkister har avfärdat dessa hjälphypoteser och använder en subjektiv teori om värde för att förutspå långsiktiga, liksom kortsiktiga, priser.

## Arbetsvärdeteorin
En arbetsvärdeteori (LTV) utvecklades i olika former framförallt av David Ricardo och Karl Marx. Ricardo hävdade att de relativa priserna på de flesta reproducerbara varor och tjänster var proportionella till summan närvarande och nedlagt arbetstid som krävdes för att erhålla, tillverka, bearbeta, distribuera, och transportera dem. Marx värdelag tolkas ofta som en analytisk enhet som klargör de vägar på vilka kapitalismen som helhet distribuerar socialt nödvändig abstrakt arbetstid, samtidigt som den avslöjar ett viktigt kännetecken på varor och deras värderelationer: de fördunklar en underliggande verklighet av exploaterande sociala relationer, se: varufetischism.

## Exempel på anarkistiska ekonomier
"Ta där det finns, lägg där det fattas!"
Utopia (ibland känd som Trialville) var en individualanarkistisk koloni som grundades 1847, av Josiah Warren och medhjälpare, i  USA på ett landområde ungefär 30 mil från Cincinnati, Ohio.
De anarkistiska kollektiven som grundades under spanska inbördeskriget utgör de mest berömda exemplen på anarkistiska ekonomier utförda i stor skala. Kollektiven utformades under inflytandet av den syndikalistiska fackföreningen CNT i lantliga och urbana områden och praktiserade framgångsrikt självförvaltning under ett antal år under extremt svåra ekonomiska och politiska omständigheter. Andra exempel på självförvaltning inkluderar fabrikskommittérörelsen under  ryska revolutionen och arbetsplatsockupationerna i Argentina under dess kris runt sekelskiftet 2000. Försök att utforma kooperativ verksamhet ägde även rum under Pariskommunen 1871 och de italienska fabriksockupationerna 1920.
Den har också påpekats att Chiapas under Zapatisterna utgör en fungerande anarkistisk ekonomi.

## Teoretiska anarkistiska ekonomiska system

### Deltagande ekonomi
Michael Albert och Robin Hahnel började skriva om deltagarekonomi på 1980-talet. Detta arbete bygger på deras tidigare kritik av både marknadsbaserade och centralt planerade ekonomier. De föreslår istället allokering (användning) av resurser genom deltagande planering skapad av den demokratiska interaktionen av ett nätverk av producent- och konsumtionsråd. Parecon är en marknadsabolitionistisk teori. Även om det inte är en strängt "anarkistisk" idé, utgör dess kärna decentraliserad demokratisk planering, institutioner och ersättning baserade på egalitära normer och självledning, balanserade arbetsroller, miljöansvar, och social effektivitet, vilket tilltalar många anarkister. En del anarkister betraktar deltagande ekonomi som ett modernt exempel på kollektivistisk anarkism.

### Mutualism

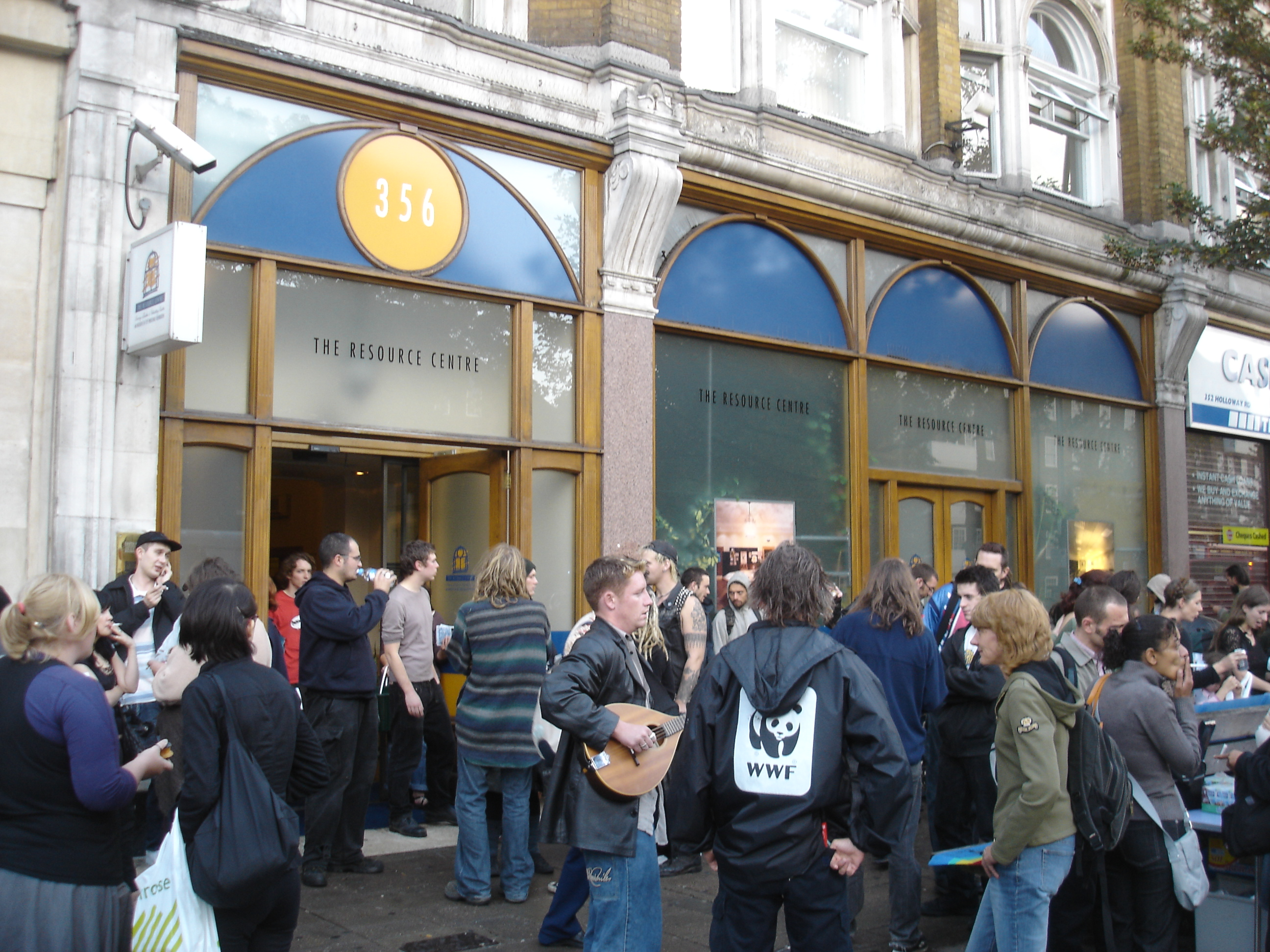
Anarkistisk bokmässa i London

Den i arbetsvärdeteorin grundande mutualism är en ekonomisk teori som vanligtvis brukar betecknas som individualanarkismens ekonomiska system. Mutualismen är därför till stor del förknippad med anarkisten Pierre-Joseph Proudhon och de amerikanska individualanarkisterna. Grundvalen i mutualismen baserar sig på en arbetsteori om värde; vari man hävdar att när arbete eller dess produkt säljs så bör man i utbyte få en jämlik del arbete eller en produkt som krävde samma mängd arbete för att produceras; att ta emot någonting av mindre värde betraktas som exploatering och utsugning. Josiah Warren hävdar att på en fri marknad utan tvång ställer sig priset på en vara i jämvikt med den faktiska kostnaden; vilken han hävdar är summan av arbetsinsatsen. En förutsättning för mutualismen är tanken om individens suveränitet; arbetaren måste ovillkorligen ha förfoganderätten över sitt arbetes resultat, vilket föranleder skattens och profitens avskaffande. En fri marknadsekonomi är förutsättningen för att bakomliggande arbete skall överensstämma med verklig kostnad, mutualister motsätter sig därför idén om inkomster från räntor, investeringar av olika slag, och arrende, då det inte kan knytas till arbetstid enligt teorin om kostnadsgränsen av priset. Vidare hävdar man att det kapitalistiska systemet grundas på olika typer av monopol skapade av ekonomiska privilegier. Benjamin Tucker identifierade fyra monopol: landmonopol, valutamonopol, immateriell rätt (patent) och tariffer (yttre styrning av marknaden). Den nutida mutualisten Kevin A. Carson lägger till en femte marknadshämmande faktor, statligt subventionerad infrastruktur. Med utgångspunkt från, vad mutualister anser vara signifikanta fenomen för det kapitalistiska systemet, som Tuckers och Carsons analys av de fem monopolen, kan inte det kapitalistiska systemet ses som en fullständigt fri marknadsekonomi. De hävdar att om statlig intervention och ekonomiska privilegier samt alla typer av monopol upphörde så försvinner den arbetslösa inkomsten, varvid individens friheten maximeras samtidigt som klassamhället försvinner. Arbetaren förfogar sålunda över sitt arbetes värde.

### Panarkistisk syntes
Den panarkistiska syntesen är teorin om att alla alternativa ekonomiska system kan existera samtidigt. Trots att den kan implicera accepterande en större komplexitet av dagligt liv, förutser anarkister att detta överlappande av system leder till avlägsnandet av stater och bolag, och uppkomsten av flera valutaparadigmer. Detta skulle, på en individuell nivå, vara analogt med att ha olika subskriptioner eller klubb-medlemskap, en nivå av komplexitet som överträffas av den amerikanska mellanklasskonsumenten som har flera kreditkort med olika skulder, amorteringsförpliktelser, bilbetalningar, och så vidare.
Motivet för att adoptera en panarkistisk metod till ekonomi är teorin om att inte alla varor, tjänster, eller resurser bäst utbyts inom ett enda system; det vill säga energiproduktion spåras bäst i kilowattimmar, men sådana poster har högt subjektiva värden och därför krävs ett olikt utbytesmedium. Även deltagande ekonomi kunde vara inkorporerad i detta tillvägagångssätt.

### Laissez-faire-kapitalism
Separation av ekonomi och stat är målet för anarkokapitalister. De vill ha en ekonomi fri från tvingande reglering eller kontroll. Anarkokapitalister ser i allmänhet staten som orsaken till alla monopol. Anarkokapitalister avfärdar arbetsteorin om värde som felaktig och arkaisk.  Således, i likhet med de flesta moderna ekonomer, tror de inte att det finns något riktigt pris på arbete eller varor annat än vad någon är beredd att betala. Enligt Murray Rothbard, är, som han uttryckte det i en intervju med New Banner, "kapitalism det fullständiga uttrycket av anarkism, och anarkism är det fullständiga uttrycket för kapitalism." Detta påstående, som på känt manér vill växla in frihet i pengar, har vanligtvis tillbakavisats som nyliberalism av andra anarkister, och det eventuella förhållandet mellan anarkokapitalism och anarkism är därför ett hett debattämne.

## Ekonomi som anarkistisk strategi
Vissa antikapitalistiska anarkister anser att det inte är radikal politisk aktivitet som omvandlar samhället, utan att det snarare är radikal ekonomisk aktivitet som åstadkommer eruptiv förändring. De betraktar bojkotter, konsumentpåverkan, och klassaktionsprocesser som blott liberala aktioner som inte tar upp kärnproblemet; kapitalismen själv.
En del anarkister anser att bästa medlet för att bekämpa kapitalismen är att förändra arbetets natur. Deltagande ekonomi tar upp arbetsfördelningsfrågan och föreslår balanserade arbetskomplex vari alla arbetare på ett produktionsställe tar del i alla aspekter av arbetet, det vill säga alla deltar i arbete, ledning, underhåll, och alla relaterade sysslor för att garantera jämlikhet och att färdigheterna kan utväxlas mellan arbetarna.

Andra anarkister anser att förändringen av personliga konsumtionsvanor för att minimera (eller eliminera helt och hållet) en kontamination av den rådande kapitalistekonomin är väsentlig för den praktiserade anarkismen i deras liv. Att dra sig tillbaka från systemet genom att leva på återtagna eller kasserade resurser uppmanas det ofta till av individer och grupper influerade av situationister såsom CrimethInc., som varande en livsduglig metod för överlevnad och icke-deltagande i systemet. Många anarkister stöder kontraekonomi, de deltar i den "svarta" illegala marknaden. 

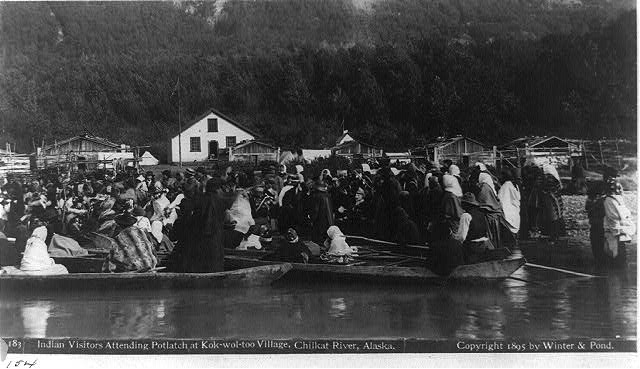
Alaska-indianer som anländer till en potlatch

Användning av alternativvalutor växer, till stor del på grund av digitala valutor som erbjuds på Internet, liksom tillgängligheten på program för att hantera lokala valutasystem som Lets. Eftersom staten inte kan samla skatter och intäkter genom användandet av alternativa valutor kommer den, åtminstone i teorin,  att förlora i styrka fram till en punkt av total kollaps. Några av dessa alternativa valutor är utformade för att förhindra utsugning, andra är helt enkelt utformade som alternativ till statlig pappersvaluta och som ett hinder mot inflation. Således sträcker sig alternativa valutor från arbetstidsnoteringar till intäkter av distributionsförråd. Tre populära alternativa valutor är: samhällsvaluta, lokal valuta, och tidsbaserad valuta.
Agorister, av vilka några identifierar sig som anarkokapitalister och andra som frihetliga socialister, stöder liknande kontraekonomiska strategier för att underminera monopol och stat.

### Alternativ valuta
- Altruistic Economics (engelska)
- Complementary Currencies (engelska)
- Helger Lipmaas länkar om elektroniska pengar (engelska)
- NeuMoNe (The Neutral Money Network) (engelska)
- LETS Systems (engelska)
- OpenMoney Project (engelska)
- Revolutionary alternative currency backed up with trees The living money (engelska)

### Anarkistiskt
- Mikael Cardell: Anarkistisk ekonomi i inbördeskrigets Spanien.
- Institute for Social Ecology (engelska)
- Infoshop.org om pengar och ekonomi (engelska)
- Participatory Economics (engelska)
- Libertarian Communist Library Economics Section (engelska)
- The Alternatives To Wall St. Project and Democratic Retirement Systems. (engelska)

### Allmänna vänsterekonomiska media
- Dollars & Sense - "The Magazine of Economic Justice" (engelska)
- Left Business Observer - "accumulation & its discontents" (engelska)
- Left Turn - "Notes from the Global Intifada" (engelska)
- Financial Sense (engelska)
- Industrial Workers of the World - Industrial Worker newspaper (engelska)

### Fotnoter
1. ↑  Tucker, Benjamin Economic Rent Arkiverad 12 april 2013 hämtat från the Wayback Machine.. Liberty will abolish interest; it will abolish profit; it will abolish monopolistic rent; it will abolish taxation; it will abolish the exploitation of labor; it will abolish all means whereby any laborer can be deprived of any of his product; but it will not abolish the limited inequality between one laborer's product and anothers
2. ↑  Carson, Kevin A, Studies in Mutualist Political Economy (2004). Individualist anarchists like William Greene and Benjamin Tucker viewed the money monopoly as central to the capitalist system of privilege
3. ↑  BBC, Harambe
4. ↑  Terranova, Tiziana "Free Labor: Producing Culture for the Digital Economy". 2005-07-26
5. ↑  Proudhon, Pierre-Joseph, General Idea of the Revolution in the 19th Century, studie 6, del 4: "Men exakt eftersom Värde i högsta grad är svårt att formulera, är det ypperligt transfererbart, eftersom det alltid är resultatet av en transaktion mellan säljaren och köparen, eller som ekonomerna säger, mellan tillgång och efterfrågan."
Rocker, Rudolf, History of Anarchist Philosophy from Lao-Tse to Kropotkin: "I motsats till Proudhons mutualism och Bakunins kollektivism, förespråkade Kropotkin gemensam äganderätt inte bara av produktionsmedlen utan även av produkterna av arbetet, eftersom det var hans åsikt att på den nuvarande teknologiska utvecklingsnivå inget exakt mått på värdet av individuellt arbete är möjligt, men att det, å andra sidan, kommer att bli möjligt genom rationell inriktning av våra moderna metoder på arbete, att tillförsäkra varje människa ett jämlikt överflöd. Kommunistisk anarkism, vilken redan före Kropotkin förespråkades av Joseph Dejacque, Elisee Reclus, Carlo Cafiero och andra, och som erkänns av den stora majoriteten anarkister idag, fann i honom sin mest briljanta representant."
6. ↑  Nisse Lätt, kollektivbonde i Spanien 1937.
7. ↑  Under kollektiviseringen i Aragonien ökade produktionen med en femtedel. G. Helsey, Anarcosindicalismo y estado en el País Valenciano, 1930-1938, Madrid (1994)
8. ↑  Ockupationerna har skildrats i dokumentären The Take av kanadensiska CBC.
9. ↑  Warren, Josiah, Equitable Commerce (1846/52), sidan 49 Arkiverad 27 september 2007 hämtat från the Wayback Machine.. Legislators! Framers of social institutions! Behold your most fatal error! You have sanctioned VALUE instead of COST as the basis of your institutions! Behold, also, the origin of  ‘’rich’’ and  ‘’poor’’ the fatal pitfall of the working classes! The great political blunder! The deep-seated, unseen germ of the confusion, insecurity, and iniquity of the world! The mildew, the all-pervading poison of the social condition!
10. ↑  Warren, Josiah, Equitable Commerce Arkiverad 27 september 2007 hämtat från the Wayback Machine.. This Individuality is unconquerble, and therefore RISES ABOVE ALL INSTITUTIONS
11. ↑  Tucker Benjamin, Economic Rent(1886) Arkiverad 12 april 2013 hämtat från the Wayback Machine.. Liberty has never stood with those who profess to show on strictly economic grounds that economic rent must disappear or even decrease as a result of the application of the Anarchistic principle.
12. ↑   Tucker, Benjamin, Capital, Profits and Interest Arkiverad 13 september 2007 hämtat från the Wayback Machine.. Then we have found him. Only the usurer remaining, he must be the Somebody whom we are looking for; he, and none other. But who is the usurer, and whence comes his power? There are three forms of usury; interest on money, rent of land and houses, and profit in exchange. Whoever is in receipt of any of these is a usurer. And who is not? Scarcely any one. The banker is a usurer; the manufacturer is a usurer; the merchant is a usurer; the landlord is a usurer; and the workingman who puts his savings, if he has any, out at interest, or takes rent for his house or lot, if he owns one, or exchanges his labor for more than an equivalent, - he too is a usurer. The sin of usury is one under which all are concluded, and for which all are responsible. But all do not benefit by it. The vast majority suffer. Only the chief usurers accumulate: in agricultural and thickly-settled countries, the landlords; in industrial and commercial countries, the bankers. Those are the Somebodies who swallow up the surplus wealth
13. ↑  Carson, Kevin A, Studies in Mutualist Political Economy, Chapter Five--The State and Capitalism in the "Laissez-Faire" Era
In addition, it was of the allegedly "laissez-faire" nineteenth century that Benjamin Tucker wrote, when he identified the four great forms of legal privilege on which capitalism, as a statist system of exploitation, depended. We will examine those four privileges, central to the structure of "laissez-faire" capitalism, in this chapter
14. ↑   Carson, Kevin A, Studies in Mutualist Political Economy, Chapter Five--The State and Capitalism in the "Laissez-Faire" Era
Spending on transportation and communications networks from general revenues, rather than from taxes and user fees, allows big business to "externalize its costs" on the public, and conceal its true operating expenses
15. ↑  Intervju med Murray Rothbard Arkiverad 7 augusti 2007 hämtat från the Wayback Machine. The New Banner: A Fortnightly Libertarian Journal (25 februari 1972) (engelska)

### Böcker
- Carson , Kevin A, Studies in Mutualist Political Economy(2004)
- Greene, William Batchelder, Mutual Banking
- Cockshott/Cottrell: Planhushållning och direktdemokrati. Manifest 2002.
- Spooner, Lysander,A NEW SYSTEM OF PAPER CURRENCY (1862)
- Gesell, Silvio, The NATURAL ECONOMIC ORDER (1905)
- Albert, Michael Parecon: Life After Capitalism. W. W. Norton & Company (April, 2003). ISBN 1-85984-698-X (engelska)
- Dolgoff, Sam, editor, The Anarchist Collectives: Workers' Self-Management in the Spanish Revolution. Montreal: Black Rose Books. ISBN 0-919618-21-9 (engelska)
- Dolgoff, Sam The Relevance of Anarchism to Modern Society . Chicago: Charles H. Kerr, 1989. (engelska)
- Kropotkin, Peter Fields Factories and Workshops (The Collected Works of Peter Kropotkin, V. 9) Black Rose Books (January 1, 1996). ISBN 1-895431-38-7 (engelska)
- Kropotkin, Peter The Conquest of Bread . New York: New York University Press.  (engelska)
- Leval, Gastón Collectives in the Spanish Revolution . London: Freedom Press. ISBN 0-900384-11-5 (engelska)
- G.P. Maximoff, Program of Anarcho-Syndicalism. (utdrag från hans Constructive Anarchism, publicerat på engelska 1952; denna sektion inkluderas inte i den senaste upplagan.) Sydney: Monty Miller Press, 1985 (engelska)
- Proudhon, Pierre What Is Property? (B. Tucker, translator). Cambridge University Press. ISBN 0-521-40556-4 (engelska)

### Artiklar
- Open Source Currency - artikel av Douglas Rushkoff on The Feature Archives (engelska)
- The Future of Payment Systems - diskussionsartikel av Bernard Lietaer (kapitlet "Complementary Currency Systems" börjar på s. 23) (engelska)